# Fran Topić
Fran Topić (Zagabria, 20 marzo 2004) è un calciatore croato con cittadinanza bosniaca, ala della Dinamo Zagabria e della nazionale Under-21 croata.

## Carriera
Cresciuto nel Sesvete, nel febbraio del 2022 si trasferisce alla Dinamo Zagabria, che lo inserisce nel proprio settore giovanile. Promosso in prima squadra da Igor Bišćan nell'aprile del 2023, il 19 giugno 2023 firma il primo contratto professionistico con i Modri e il 29 agosto passa in prestito al Rudeš. Il 28 giugno 2024 viene ceduto, sempre a titolo temporaneo, allo  Zrinjski Mostar, con cui vince lo scudetto. Il 13 giugno 2025 firma un rinnovo quadriennale con la Dinamo Zagabria, facendo così ritorno nel club croato.

## Statistiche

### Presenze e reti nei club
Statistiche aggiornate al 23 luglio 2025.
| Stagione               | Squadra                | Campionato             | Campionato | Campionato | Coppe nazionali | Coppe nazionali | Coppe nazionali | Coppe continentali | Coppe continentali | Coppe continentali | Altre coppe | Altre coppe | Altre coppe | Totale | Totale | Totale |
| Stagione               | Squadra                | Comp                   | Pres       | Reti       | Comp            | Pres            | Reti            | Comp               | Pres               | Reti               | Comp        | Pres        | Reti        | Pres   | Reti   |        |
| ---------------------- | ---------------------- | ---------------------- | ---------- | ---------- | --------------- | --------------- | --------------- | ------------------ | ------------------ | ------------------ | ----------- | ----------- | ----------- | ------ | ------ | ------ |
| 2021-feb. 2022         | Sesvete                | 2.HNL                  | 3          | 0          | CC              | 2               | 0               | -                  | -                  | -                  | -           | -           | -           | 5      | 0      |        |
| apr.-mag. 2023         | Dinamo Zagabria        | 1.HNL                  | 9          | 0          | CC              | -               | -               | UCL                | -                  | -                  | SC          | -           | -           | 9      | 0      |        |
| lug.-ago. 2023         | Dinamo Zagabria        | 1.HNL                  | 0          | 0          | CC              | 0               | 0               | UCL+UEL            | 0                  | 0                  | SC          | 1           | 0           | 1      | 0      |        |
| ago. 2023-2024         | Rudeš                  | 1. HNL                 | 19         | 2          | CC              | 3               | 0               | -                  | -                  | -                  | -           | -           | -           | 22     | 2      |        |
| 2024-2025              | Zrinjski Mostar        | PL                     | 31         | 9          | CB              | 2               | 0               | UCoL               | 4                  | 0                  | SB          | 1           | 0           | 38     | 9      |        |
| 2025-2026              | Dinamo Zagabria        | 1.HNL                  | 0          | 0          | CC              | 0               | 0               | UEL                | 0                  | 0                  | -           | -           | -           | 0      | 0      |        |
| Totale Dinamo Zagabria | Totale Dinamo Zagabria | Totale Dinamo Zagabria | 9          | 0          |                 | 0               | 0               |                    | 0                  | 0                  |             | 1           | 0           | 10     | 0      |        |
| Totale carriera        | Totale carriera        | Totale carriera        | 62         | 11         |                 | 7               | 0               |                    | 4                  | 0                  |             | 2           | 0           | 75     | 11     |        |

## Palmarès

### Club

#### Competizioni nazionali
- Campionato croato: 1

Dinamo Zagabria: 2022-2023
- Campionato bosniaco: 1

Zrinjski Mostar: 2024-2025
- Supercoppa di Croazia: 1

Dinamo Zagabria: 2023
- Supercoppa della Bosnia ed Erzegovina: 1

Zrinjski Mostar: 2024